# Diagramme

Diagramme circulaire ou « camembert ».

Un diagramme est une représentation visuelle simplifiée et structurée des concepts, des idées, des constructions, des relations, des données statistiques, de l'anatomie, etc. employé dans tous les aspects des activités humaines pour visualiser et éclaircir la matière. Un diagramme permet aussi de décrire des phénomènes, de mettre en évidence des corrélations en certains facteurs ou de représenter des parties d’un ensemble, au moyen de tracés qui prennent le plus souvent la forme de figures géométriques.

## Mathématiques
En mathématiques, un diagramme est un schéma utilisé pour représenter des objets et servant de support du raisonnement.
- Les 3 diagrammes d'Euler à 2 termes.

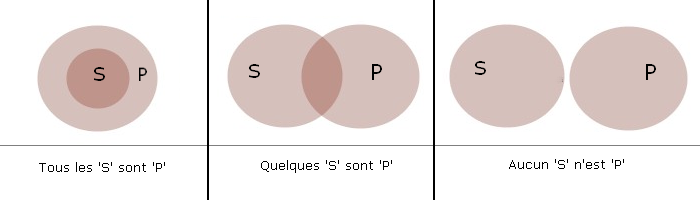
Les 3 diagrammes d'Euler à 2 termes.

Les diagrammes de Venn ou diagrammes d’Euler, sont utilisés pour représenter des ensembles ainsi que leurs éléments. Les éléments y figurent comme des points ou des petites croix, entourés par une courbe fermée qui forme l’ensemble. Dans le cas où l’ensemble contient un trop grand nombre d’éléments, seul l’ensemble est représenté par la partie du plan intérieure à la courbe.
- Les diagrammes de Caroll sont utilisés pour représenter les ensembles. Un ensemble E est représenté par la portion du plan délimitée par un carré et un sous-ensemble de E est représenté par des régions obtenues en partageant ce carré à l’aide de droites parallèles aux côtés du carré.
- Diagramme cartésien ou Diagramme des relations. Soit E et F deux ensembles et {\displaystyle {\mathcal {R}}} une relation de E vers F. Les éléments de E sont représentés par des points sur une droite, et les éléments de F sont représentés par des points sur une droite perpendiculaire à la première. Lorsqu’un élément x de E est lié à un élément y de F par la relation {\displaystyle {\mathcal {R}}}, une croix est marquée au point d’abscisse x et d’ordonnée y. Ces diagrammes servent en particulier à représenter graphiquement les fonctions.
- Les diagrammes sagittaux sont utilisés pour représenter les relations. Nous représentons deux ensembles E et F par un diagramme de Venn. Quand un élément de E est en relation avec un élément de F pour une relation {\displaystyle {\mathcal {R}}}, nous joignons x à y par une flèche d’origine x et de but y.
- Les diagrammes de Hasse sont utilisés pour représenter un ensemble ordonné fini.
- Les diagrammes commutatifs font partie du langage des catégories.

## Physique
- Un diagramme de Feynman permet de visualiser les interactions entre particules (exemple : un proton peut former un neutron et un pion qui se réannihileront peu après).
- Les diagrammes de Bode et diagrammes de Nyquist représentent la réponse fréquentielle d'un système et permettent l'étude de la stabilité de ce dernier.
- Les diagrammes de Fresnel sont utilisés pour représenter de façon simple la somme de plusieurs fonctions sinusoïdales.
- Les diagrammes de phase indiquent l'état physique d'un système en fonction de deux ou trois variables, par exemple la pression et la température.
- Les diagrammes binaires en sont une variante qui représente ces phases en fonction de la concentration relative de deux espèces en abscisse et de la température en ordonnées.

## Chimie
- Les Diagrammes de Sillen permettent la représentation du logarithme base 10 de la concentration des espèces chimiques d'un élément en fonction du pH.
- Les diagrammes de Pourbaix ou diagrammes potentiel-pH indiquent les domaines d'existence ou de prédominance des différentes formes d'un élément chimique selon son degré d'oxydation, en fonction du potentiel électrique et du pH.
- Les diagrammes d'Ellingham représentent l'enthalpie libre standard de formation {\displaystyle \Delta _{\text{r}}G^{\circ }} d'un oxyde métallique en fonction de la température.
- Les diagrammes d'orbitales moléculaires sont utilisés pour représenter la formation des liaisons chimiques entre atomes dans le cadre de la théorie des orbitales moléculaires. L'énergie de chaque orbitale est représentée en ordonnées, une convention également utilisée dans des diagrammes utilisés en chimie organique pour prédire la réactivité à partir des orbitales frontières, ou en physique de l'état solide pour expliquer la théorie des bandes.
- Les diagrammes de Perrin-Jabonski utilisés en photochimie reprennent également cette convention des diagrammes d'orbitales moléculaires, pour représenter les transitions entre états électroniques.
- Les diagrammes de Tanabe-Sugano et les Diagrammes d'Orgel sont utilisés pour prédire les spectres d'absorption des complexes de coordination.

## Mécanique
Le diagramme est l'angle de rotation du vilebrequin pendant lequel s'effectue une phase du cycle du moteur 2 temps, il existe par conséquent les diagrammes d'admission et les diagrammes d'échappement. Si les diagrammes d'admission sont de 130° les transferts d'admission sont ouverts pendant 130°; le vilebrequin ouvre alors les transferts pendant un angle de 130°.

## Archéologie
En archéologie, les diagrammes employés sont les diagrammes stratigraphiques utilisés pour représenter les relations d'antériorité, de postériorité et de contemporanéité des unités stratigraphiques déterminés au moment de la fouille. Ils sont également employés pour déterminer les agrégations, c'est-à-dire les ensembles d'unités stratigraphiques correspondant à un même ensemble. Ils sont également des outils principaux pour l'interprétation des événements survenus sur le site.

## Informatique

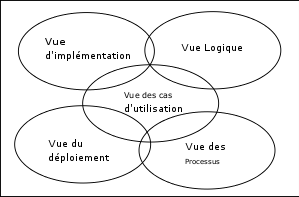
Vues d'UML.

Dans le domaine de la programmation informatique également, de nombreux diagrammes sont utilisés, particulièrement dans le langage UML.
Les 13 diagrammes utilisés en langage UML sont dépendants hiérarchiquement et se complètent, de façon à permettre la modélisation d'un projet pendant tout son cycle de vie.
Voir Liste des diagrammes d'UML

## Gestion de la qualité
Les démarches qualité utilisent de nombreux diagrammes — se reporter à la page gestion de la qualité.
- Diagramme de causes et effets (Ishikawa).
- Le diagramme de Gantt permet de représenter graphiquement l'avancement d'un projet.

Diagramme d'Ishikawa.
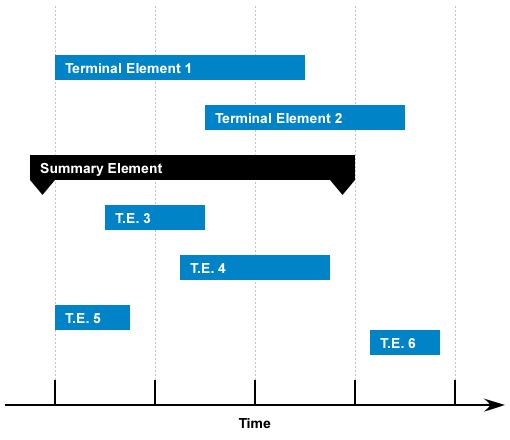
Diagramme de Gantt.
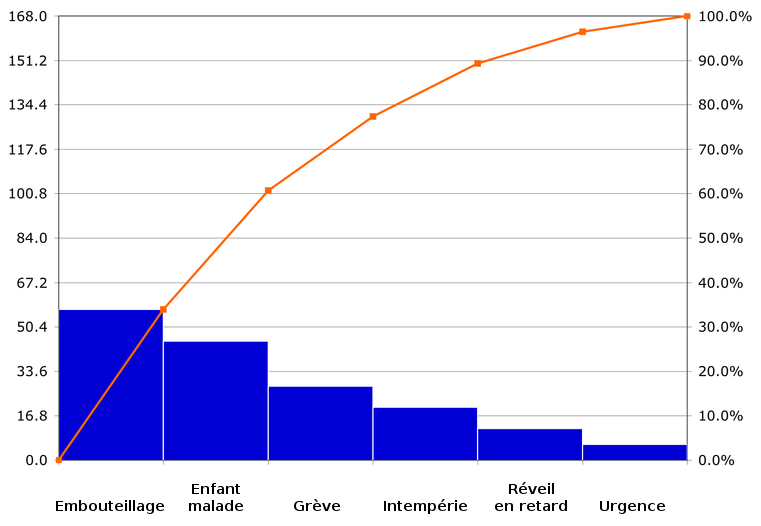
Diagramme de Pareto.

## Échecs
- Un diagramme est la représentation d'une position d'une partie d'échecs ou d'un problème d'échecs.
- Diagrammes est le titre d'une revue française de problèmes d'échecs.

## Jonglerie
- Plusieurs types de diagrammes servent à représenter les différentes notations de jonglerie.

## Statistiques
À la fin du XIXe siècle, Émile Cheysson définit le diagramme par opposition au cartogramme. Pour lui, les diagrammes permettent de montrer l'évolution d'un fait dans le temps alors que les cartogrammes permettent de montrer l'évolution d'un fait dans l'espace. Il considère que le diagramme est généralement rectangulaire avec le temps en abscisse et le fait représenté en ordonnée.